# スピニングコースター舞姫
スピニングコースター舞姫（スピニングコースターまいひめ）は、かつて東京ドームシティアトラクションズ内に存在していたジェットコースター。

## アトラクション概要
走行中、座席が横に360度自由回転する、マッドマウスタイプのコースター。後楽園ゆうえんち時代の2000年にオープン。日本で初めて、前後背中合わせに座る座席を取り入れた。ドイツのMaurer Söhne社製で、インタミン・ジャパンが輸入・納入した。座席の回転は要所要所で決まっているのではなく、体重バランスによって様々な回転をする。タワーランド内にあり、屋根があるため悪天候でも運行する。
2011年に後述の事故を受けて撤去された。

## 乗客転落事故
2011年（平成23年）1月30日、羽村市に住む、34歳の男性が当アトラクション乗車中、コース上の高さ7 - 8メートル付近から転落、搬送先の病院で死亡した。事故原因について、運営会社の東京ドームは「安全バーがロックされておらず被害者が座席に固定されていない状態にあったことに気づかずに本件搬機を発車させてしまったことに因り、被害者が搬機の回転による遠心力に耐えられず転落するに至った」と報告している。
この事故を受け、東京ドームシティアトラクションズはラクーア内も含めて、1月31日から5月31日まで営業を停止した。当アトラクションは営業停止期間中に撤去された。また、国土交通省と文京区は建築基準法に基づき、当アトラクションの使用中止と原因究明の調査を勧告した。
同年2月1日、警視庁は業務上過失致死容疑で、運営会社とコースターの輸入代理店を家宅捜索、運行マニュアルなどを押収した。その後、警視庁の捜査により、スピニングコースターの運行に関するマニュアル類に安全バーなどの確認方法について具体的な記述が一切なく、安全バーがロックされているかどうかの確認を目視のみで済ます状況が約5年前から常態化していたことが判明した。
同年7月1日、警視庁捜査第一課は、従業員への安全教育や指導を実施する注意義務を怠ったとして事故当時の執行役員ら7人を業務上過失致死容疑で書類送検した。
事故から1年後の2012年（平成24年）1月30日、「安全の誓い」と題された慰霊碑が東京ドームシティ内に建てられた。また現在、東京ドームグループでは事故が発生したこの日を「安全の日」、同日から2月5日までの1週間を「安全週間」として定めている。
2017年1月30日にアルバイトセンター内に設置された「東京ドームグループ安全啓発室」に、舞姫の車両が展示されている。